# International Commission for Acoustics
L'International Commission for Acoustics est une association internationale sous le statut d'association de droit espagnol, créée en 1951 comme sous-comité de l'Union internationale de physique pure et appliquée.
Elle regroupe actuellement 52 associations nationales dont 5 observatrices et 8 sociétés internationales.
Elle est membre de l'Union internationale de mécanique théorique et appliquée (en anglais International Union of Theoretical and Applied Mechanics, IUTAM) et du Conseil international des sciences (en anglais International Science Council, ISC).

## Activités
Le but de l'association est de promouvoir le développement international et la collaboration dans tous les domaines de l'acoustique, y compris la recherche, le développement, l'éducation et la normalisation.

### Congrès
Le Congrès international d'acoustique est organisé tous les trois ans par l'ICA. Il s'agit du plus grand congrès mondial das le domaine.
Dates et lieux des congrès précédents :
- 1953	Delft
- 1956	Cambridge
- 1959	Stuttgart
- 1962	Copenhague
- 1965	Liège
- 1968	Tokyo
- 1971	Budapest
- 1974	Londres
- 1977	Madrid
- 1980	Sydney
- 1983	Paris
- 1986	Toronto
- 1989	Belgrade
- 1992	Pékin
- 1995	Trondheim
- 1998	Seattle
- 2001	Rome
- 2004	Kyoto
- 2007	Madrid
- 2010	Sydney
- 2013  Montréal
- 2016  Buenos Aires
- 2019  Aix-la-Chapelle
- 2022  Gyeongju
- 2025  La Nouvelle-Orléans

### Récompenses
Le « prix ICA », officiellement connu sous le nom de prix de début de carrière, est un prix décerné lors du Congrès triennal d'acoustique à une personne en début de carrière ayant contribué de manière significative, par des publications exceptionnelles, aux progrès de l'acoustique théorique ou appliquée. Il peut être décerné à plusieurs scientifiques. Il comprend un certificat avec citation, une médaille gravée et une somme d'argent.
Il a été attribué à :
- 2016 Frank A. Russo, université métropolitaine de Toronto, canadien
- 2013 Tapio Lokki (fi), université Aalto, finlandais
- 2010 Torsten Dau, université technique du Danemark, allemand
- 2007 Nico Declercq, Institut de technologie de Géorgie, belge
- 2004 Timothy Leighton (en), université de Southampton, britannique
- 2004 Oleg Sapozhnikov (cv), université d'État de Moscou, russe

Dans le cadre de l'année internationale du son l'ICA a créé une récompense annuelle s'adressant à des personnes ou associations membres de l'ICA ayant effectué une avancée significative.
En 2025 l'ICA a attribué des bourses de participation à des conférences pour jeunes scientifiques.